# Kristina Torgilsdotter
Kristina Torgilsdotter, (morte après  1305), était par mariage princesse et duchesse suédoise, comme épouse du prince Valdemar Magnusson de Suède, duc de Finlande.

## Contexte
Kristina était la fille du Marsk Torgils Knutsson. En 1302, elle épouse le prince Valdemar, duc de Finlande, 3e fils du roi Magnus Ladulås, et devient ainsi une  princesse suédoise titrée duchesse de Finlande. Avant l'emprisonnement de son père en 1305, son mari l'a répudie sous le prétexte de « parenté spirituelle » car il avait été tenu sur les fonts baptismaux par son père

## Source
- (sv) Nationalencyklopedin, Bokförlaget Bra Böcker AB, Höganäs (1992)